# Psychotria evenia
Psychotria evenia är en måreväxtart som beskrevs av Charles Wright och August Heinrich Rudolf Grisebach. Psychotria evenia ingår i släktet Psychotria och familjen måreväxter. Inga underarter finns listade i Catalogue of Life.